# Цикада співоча дубова
Цикада співоча дубова (Cicada orni) — вид шиєхоботних комах родини цикадових (Cicadidae).

## Поширення
Вид поширений у Південній і Центральній Європі, на Близькому Сході та в Північній Африці. Живе у теплих місцях, переважно в соснових і оливкових гаях, ксеротермних дубових лісах і живоплотах. Вид часто трапляється на окремих деревах у виноградниках. На північній околиці ареалу цей вид також можна знайти в міських парках. Дорослі особини зазвичай зустрічаються на різних видах листяних дерев.

## Опис
Дорослі особини Cicada orni досягають приблизно 25 мм завдовжки, з розмахом крил приблизно 70 мм. Забарвлення тіла варіюється від коричневого до сірого кольору. Черевце має червонуваті сегменти і шовковисте опушення. На голові видно великі та опуклі очі, розташовані далеко одне від одного з боків, і три маленькі прості ока (оцеллії), розташовані на вершині. Має дуже короткі вусики та довгий хоботок, який використовується для живлення соком. Перетинчасті передні крила прозорі, з добре промальованими жилками й кількома характерними чорними плямами.

## Спосіб життя
Дорослі особини вилуплюються влітку й живуть близько шести тижнів. Вони зустрічаються від середини червня до початку вересня, з піком у липні. Вдень самці пронизливо співають на відкритих, сонячних місцях, щоб залучити самиць. Коли пари зустрічаються, відбувається ритуал спарювання. Відкладання яєць часто відбувається на гілках ясена білоцвітого (Fraxinus ornus). Личинки вилуплюються в кінці літа до осені, живуть кілька років і харчуються корінням різних листяних дерев. Після завершення розвитку вони виходять із землі на поверхню, піднімаються на дерева, стіни, щогли та інші споруди і виходять дорослими особинами зі своєї останньої личинкової шкіри. Ці екзувії залишаються прикріпленими до поверхонь і часто зустрічаються влітку.